# Randy Blythe
Daniel Randall Blythe (Richmond, Virginia, 21. veljače 1971.) američki je heavy metal-pjevač. Najpoznatiji je kao pjevač sastava Lamb of God. Pojavio se i na pjesmama skupina kao što su Cannabis Corpse, Overkill, Gojira, Eyehategod, Eluveitie, Bad Brains, Soulfly, Clutch, Suicide Silence, Doyle i Voodoo Glow Skulls. Također pjeva u sastavu Halo of Locusts.
U lipnju 2012. Blythe je uhićen i optužen za ubojstvo Daniela Noseka tijekom koncerta koji se održao 2010. u Pragu. Na kraju je oslobođen optužbi. Uhićenje je nadahnulo album VII: Sturm und Drang Lamb of Goda.

## Diskografija
Lamb of God
- New American Gospel (2000.)
- As the Palaces Burn (2003.)
- Ashes of the Wake (2004.)
- Sacrament (2006.)
- Wrath (2009.)
- Resolution (2012.)
- VII: Sturm und Drang (2015.)
- Lamb of God (2020.)